# Gyökeres fakógomba
A gyökeres fakógomba (Hebeloma radicosum) a harmatgombafélék családjába tartozó, Eurázsiában és Észak-Amerikában honos, kissé mérgező gombafaj.

## Megjelenése
A gyökeres fakógomba kalapja 5-10 (max. 15) cm átmérőjű, alakja fiatalon félgömbös, később kiterül. Felülete sima, esetleg sötétebben pikkelykés; tapadós, nedves időben nyálkás. Széle fiatalon begöngyölt és sokáig cafrangos, lelógó burokmaradványok lehetnek rajta. Színe agyagszínű, szürkésokker vagy okkerbarnás. Húsa vastag, fehéres; feltűnően keserűmandula-szagú, kesernyés retekízű.
Sűrűn álló lemezei kissé felkanyarodók vagy szabadok, élük pelyhes. Színük krémszínű, majd okkerbarna a spóráktól. Spórapora sárgásbarna. Spórái 7,5-10 x 4,5-5,5 mikrométeresek, elliptikusak vagy mandula alakúak, rücskös felszínűek.
Tönkje 7–12 cm magas, 2–3 cm vastag, orsószerű, erősen gyökerező. Piszkosfehér. Felülete gyapjas-szálas, hártyás, felálló gallér található rajta.

### Hasonló fajok
Jellegzetes faj, gyökerező, durván pikkelyes tönkje, gallérja, mandulaszaga miatt könnyű felismerni.

## Elterjedése és termőhelye
Európában, Észak-Amerikában és Japánban honos. Magyarországon nem gyakori. Lomb- és vegyeserdőben, különösen bükkfa korhadó tuskói és gyökerei mellett található meg. A meszes, tápanyagban gazdag talajt részesíti előnyben. Júliustól októberig terem.
Enyhén mérgező, fogyasztása emésztőrendszeri tüneteket okoz.

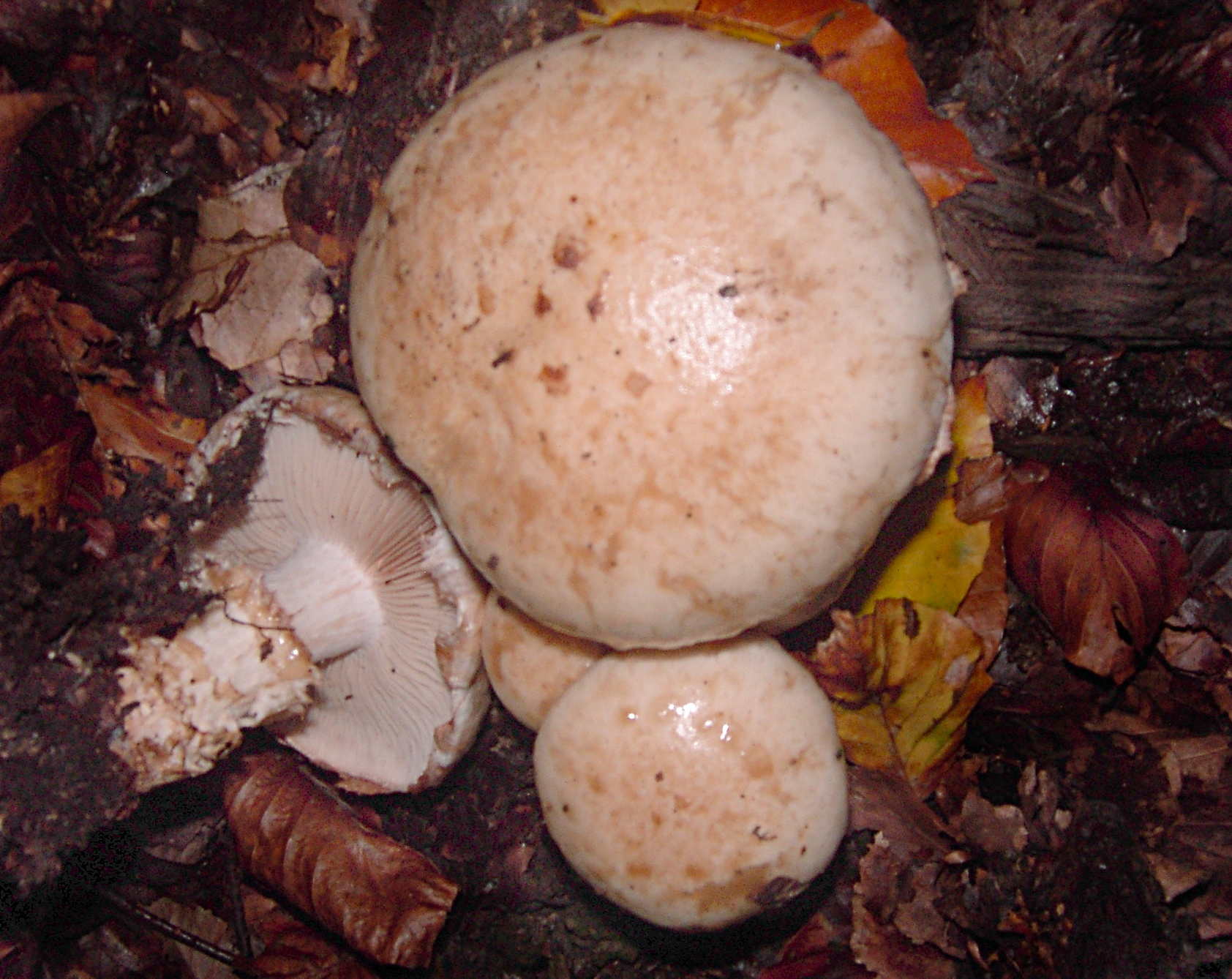
Gyökeres fakógomba
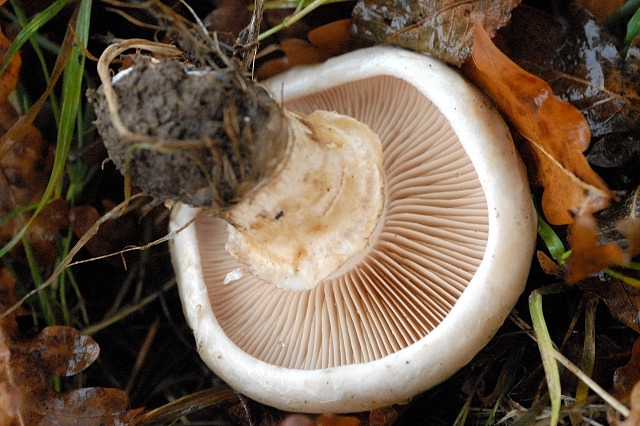
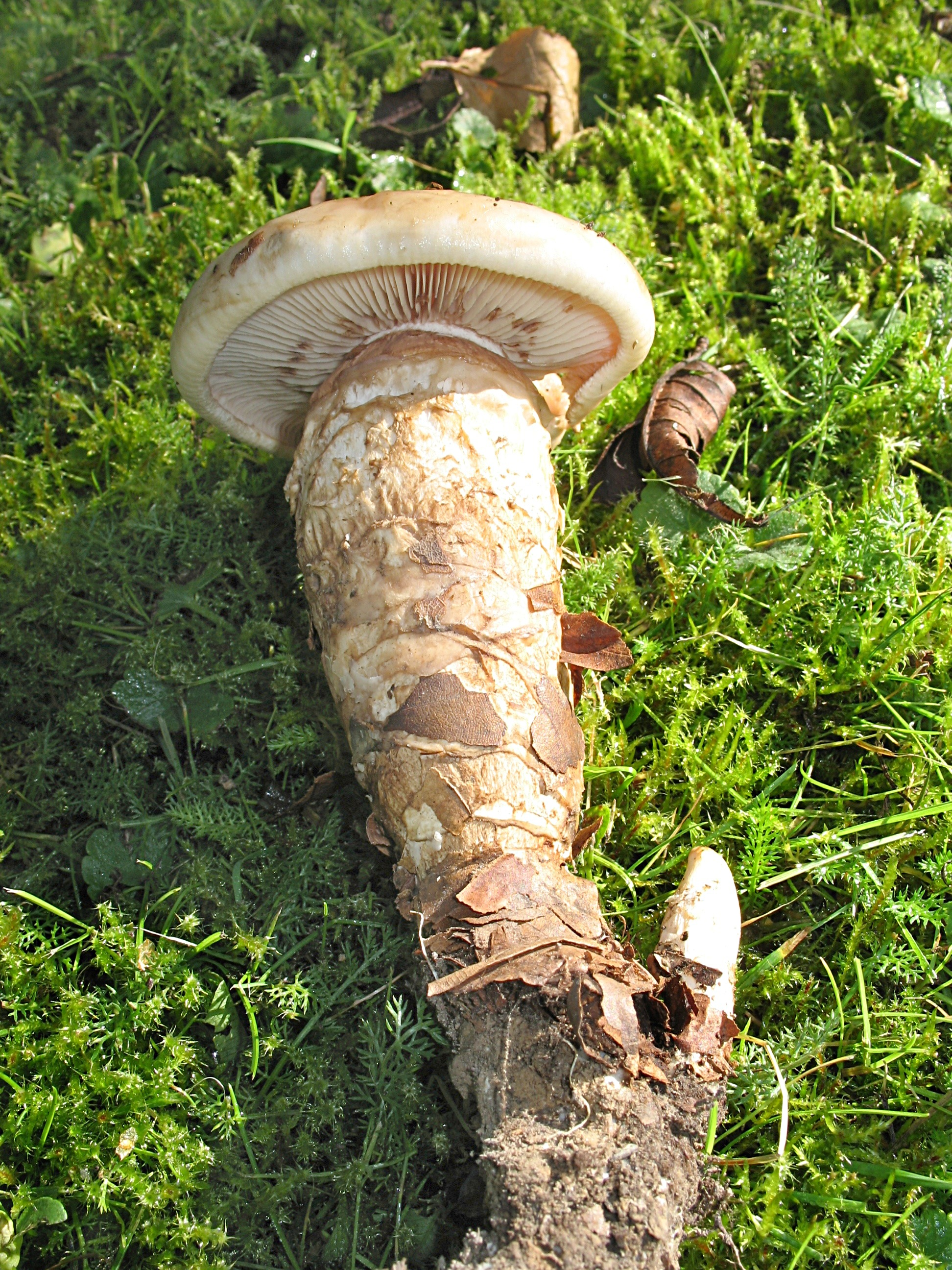
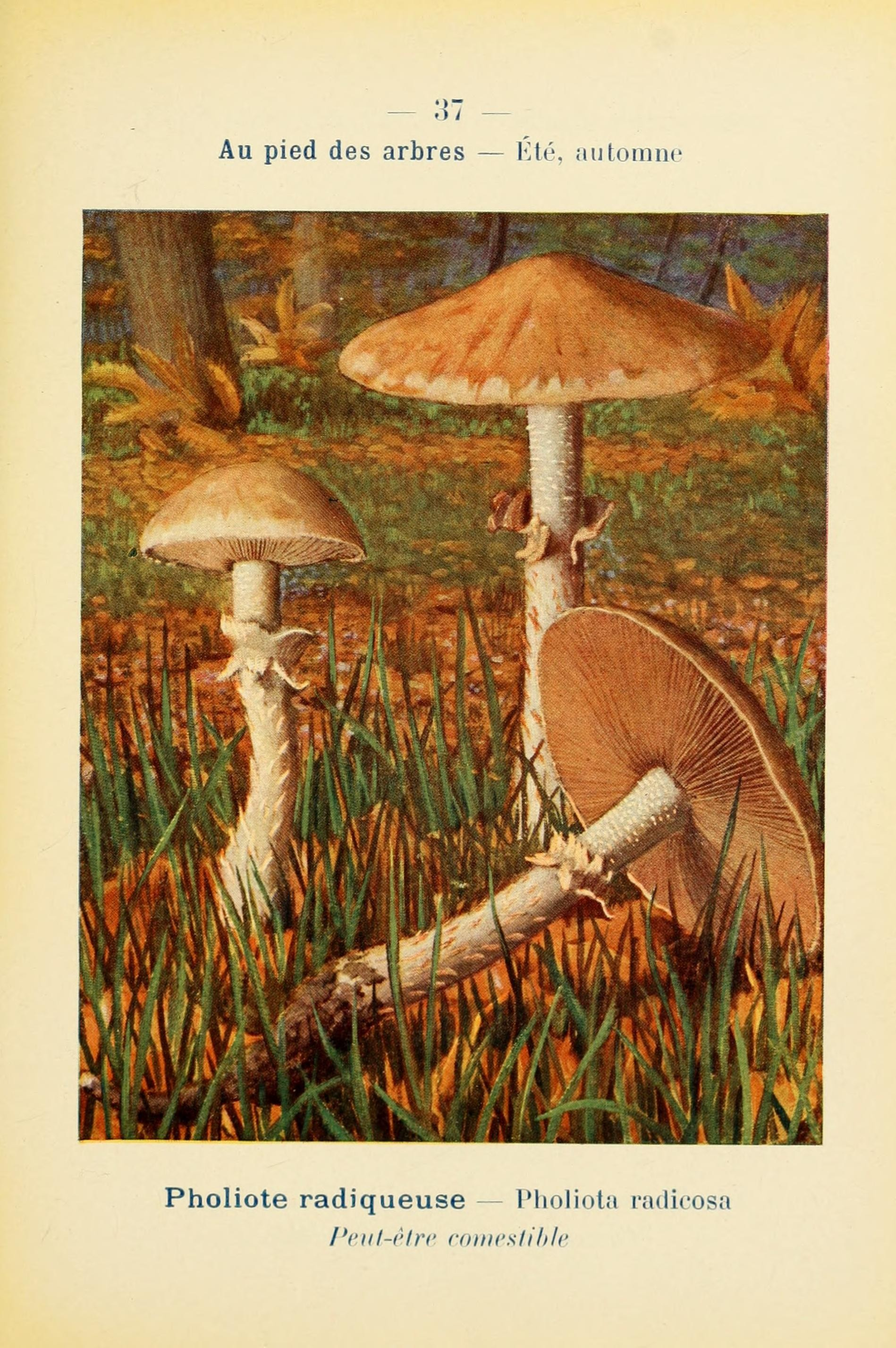
Ábrázolása egy francia gombászkönyvben (1912)